# Kristin Davis
Kristin Landen Davis (Boulder, Colorado, 1965. február 23. –) amerikai színésznő.

## Élete és pályafutása
Szülei elváltak, így édesanyja nevelte, aki 1968-ban ismét megházasodott. Kora gyermekkorában elköltöztek Columbiába. Kristin először 1975-ben lépett fel színpadon a „Hófehérke és a hét törpe” színdarabjában.
Iskoláit az AC Flora High School-ban járta, Dél-Carolinában. Főiskolai tanulmányait a Rutger University-n végezte, New Jerseyben. Diploma után New Yorkba költözött 1987-ben. Kezdetben reklámfilmekben és színházakban játszott. Első szerepe a Melrose Place sorozatban volt 1992-ben, ahol Brooke Armstrong Campbell-t alakította. Ezután tűnt fel pl. a Jóbarátok (2000) és a Seinfeld (1997) című filmekben.
1998-ban megkapta Charlotte York szerepét a Szex és New York sorozatban, amelyet 2004-ig alakított. 2004-ben e filmben nyújtott alakításáért Emmy-díjra jelölték.
Kristin jelenleg Los Angelesben él.

## Filmográfia

### Film
| Év   | Magyar cím                     | Eredeti cím                                    | Szerep                     | Magyar hang        |
| ---- | ------------------------------ | ---------------------------------------------- | -------------------------- | ------------------ |
| 1988 |                                | Doom Asylum                                    | Jane                       |                    |
| 1995 | Áldatlan állapotban            | Nine Months                                    | teniszedző                 | Náray Erika        |
| 1996 | Az én útitársnőm               | Traveling Companion                            | Annie                      |                    |
| 1998 | Félpénz beszél                 | Sour Grapes                                    | Riggs                      |                    |
| 2005 | Cápasrác és Lávalány kalandjai | The Adventures of Sharkboy and Lavagirl in 3-D | Max anyja                  | Kisfalvi Krisztina |
| 2006 | Összekutyulva                  | The Shaggy Dog                                 | Rebecca Douglas            | Pápai Erika        |
| 2006 | Kiskarácsony mindenáron        | Deck the Halls                                 | Kelly Finch                | Kéri Kitty         |
| 2008 | Szex és New York               | Sex and the City                               | Charlotte York Goldenblatt | Kéri Kitty         |
| 2009 | Páros mellékhatás              | Couples Retreat                                | Lucy Tippaglio             | Kéri Kitty         |
| 2010 | Szex és New York 2.            | Sex and the City 2                             | Charlotte York Goldenblatt | Kéri Kitty         |
| 2011 | Jack és Jill                   | Jack and Jill                                  | Delilah                    |                    |
| 2012 | Utazás a rejtélyes szigetre    | Journey 2: The Mysterious Island               | Elizabeth Anderson         | Kisfalvi Krisztina |
| 2019 | Karácsony a vadonban           | Holiday in the Wild                            | Kate Conrad                | Kéri Kitty         |
| 2021 | Halálos illúziók               | Deadly Illusions                               | Mary Morrison              |                    |
| 2024 | Cash Out – Nincs kiút          | Cash Out                                       | Amelia Decker              | Zsigmond Tamara    |

### Televízió
| Év        | Magyar cím                          | Eredeti cím                         | Szerep                     | Megjegyzések                                                      |
| --------- | ----------------------------------- | ----------------------------------- | -------------------------- | ----------------------------------------------------------------- |
| 1991      |                                     | General Hospital                    | Betsy Chilson, R.N.        | 23 epizód                                                         |
| 1991      |                                     | N.Y.P.D. Mounted                    | ifjú hölgy                 | tévéfilm                                                          |
| 1992      |                                     | Mann & Machine                      | Cathy                      | 1 epizód                                                          |
| 1993      |                                     | The Larry Sanders Show              | Bri                        | 1 epizód                                                          |
| 1994      | Quinn doktornő                      | Dr. Quinn, Medicine Woman           | Carey McGee                | 1 epizód                                                          |
| 1995      | Vészhelyzet                         | ER                                  | Leslie                     | egy epizód                                                        |
| 1995      | Földönkívüli zsaru – Test és lélek  | Alien Nation: Body and Soul         | Karina Tivoli              | tévéfilm                                                          |
| 1995–1996 | Melrose Place                       | Melrose Place                       | Brooke Armstrong           | 32 epizód                                                         |
| 1996      | A hazugság ára                      | The Ultimate Lie                    | Claire McGrath             | tévéfilm                                                          |
| 1997      |                                     | The Single Guy                      | Leslie                     | 1 epizód                                                          |
| 1997      |                                     | A Deadly Vision                     | Babette Watson             | tévéfilm                                                          |
| 1997      | Seinfeld                            | Seinfeld                            | Jenna                      | 2 epizód                                                          |
| 1998–2004 | Szex és New York                    | Sex and the City                    | Charlotte York Goldenblatt | - főszereplő (94 epizód) - magyar hangja: - Kéri Kitty            |
| 1999      | Atomvonat                           | Atomic Train                        | Megan Seger                | - minisorozat (2 epizód) - magyar hangja: - Csere Ágnes           |
| 2000      | Jóbarátok                           | Friends                             | Erin                       | 1 epizód                                                          |
| 2000      |                                     | Sex and the Matrix                  | Charlotte York MacDougal   | rövidfilm                                                         |
| 2000      |                                     | Take Me Home: The John Denver Story | Annie Denver               | tévéfilm                                                          |
| 2000      | Száguldó csapda                     | Blacktop                            | Sylvia                     | tévéfilm                                                          |
| 2001      |                                     | Someone to Love                     | Lorraine                   | tévéfilm                                                          |
| 2001      | 3 nap                               | Three Days                          | Beth Farmer                | tévéfilm                                                          |
| 2004      | Will és Grace                       | Will & Grace                        | Nadine                     | 1 epizód                                                          |
| 2004      | A győztes mindent visz              | The Winning Season                  | Mandy                      | tévéfilm                                                          |
| 2005      |                                     | Soccer Moms                         | Brooke                     | próbaepizód                                                       |
| 2004–2009 | Miss Spider és a Napsugár rét lakói | Miss Spider's Sunny Patch Friends   | Miss Spider (hangja)       | főszereplő (35 epizód)                                            |
| 2012      | Nehéz döntés                        | Of Two Minds                        | Billie Clark               | - tévéfilm (főszereplő és producer) - magyar hangja: - Kéri Kitty |
| 2014      |                                     | Bad Teacher                         | Ginny Taylor-Clapp         | 13 epizód                                                         |
| 2016      |                                     | A Heavenly Christmas                | Eve                        | tévéfilm                                                          |
| 2020      |                                     | Labor of Love                       | önmaga (házigazda)         |                                                                   |
| 2021–2025 | És egyszer csak…                    | And Just Like That…                 | Charlotte York Goldenblatt | - főszereplő és vezető producer - magyar hangja: - Kéri Kitty     |